# 太平洋戦争への道
『太平洋戦争への道』（たいへいようせんそうへのみち）は、日本国際政治学会が1962 - 63年に朝日新聞社から刊行した著名な歴史研究書である。資料編の別巻を含めて全八巻の構成である。
1959年5月に学会理事長の神川彦松自らが部長となって学会内に太平洋戦争原因研究部が設立され、角田順や細谷千博などが音頭を取って当時あまり手が付けられていなかった日米開戦に至る歴史について実証的な共同研究を進め、その成果を本にまとめた。
この本の意義について、執筆者の一人である臼井勝美は「戦後漸く閲覧の可能となった外交・軍事関係史料に基づく研究は、六二年から六三年にかけて刊行をみた本学会編集の『太平洋戦争への道』によって、一つの頂点に達した」と述べている。
コロンビア大学政治学部教授のジェームス・W・モーリーが編集責任者となり英訳が行われた。大部なため欧米の動きを扱う論文を除いたうえで、10名の研究者が分担し翻訳された全5巻がコロンビア大学出版局から刊行され高い評価を受けた。

## 構成
- 第一巻 満州事変前夜
海軍軍縮条約（小林竜夫）、対ソ政策の推移と満蒙問題（小林幸男）、満州事変前史（関寛治）
- 第二巻 満州事変
満州事変の展開（島田俊彦）、中国の動向（宇野重昭）、ソ連の動向（平井友義）、米・英・国際連盟の動向（斉藤孝）
- 第三巻 日中戦争（上）
華北工作と国共調整（島田俊彦）、中国の動向（宇野重昭）
- 第四巻 日中戦争（下）
日中戦争の軍事的展開（秦郁彦）、日中戦争の政治的展開（臼井勝美）、ソ連の動向（平井友義）
- 第五巻 三国同盟・日ソ中立条約
日独防共協定・同強化問題（大畑篤四郎）、三国同盟と日ソ中立条約（細谷千博）
- 第六巻 南方進出
南方施策の外交的展開（長岡新次郎）、仏印進駐と軍の南進政策（秦郁彦）、アメリカの反枢軸政策構想の形成（福田茂夫）
- 第七巻 日米開戦
日本の対米開戦（角田順）、アメリカの対日参戦（福田茂夫）
- 別巻 資料編

## 書誌情報
- 日本国際政治学会太平洋戦争原因研究部（編）『太平洋戦争への道 開戦外交史 第一巻 満州事変前夜』朝日新聞社、1963年（新装版1987年）
- 同上『太平洋戦争への道 開戦外交史 第二巻 満州事変』朝日新聞社、1962年（新装版1987年）
- 同上『太平洋戦争への道 開戦外交史 第三巻 日中戦争（上）』朝日新聞社、1962年（新装版1987年）
- 同上『太平洋戦争への道 開戦外交史 第四巻 日中戦争（下）』朝日新聞社、1963年（新装版1987年）
- 同上『太平洋戦争への道 開戦外交史 第五巻 三国同盟・日ソ中立条約』朝日新聞社、1963年（新装版1987年）
- 同上『太平洋戦争への道 開戦外交史 第六巻 南方進出』朝日新聞社、1963年（新装版1987年）
- 同上『太平洋戦争への道 開戦外交史 第七巻 日米開戦』朝日新聞社、1963年（新装版1987年）
- 同上『太平洋戦争への道 開戦外交史 別巻 資料編』朝日新聞社、1963年（新装版1988年）

英語訳
- James William Morley ed., Deterrent diplomacy: Japan, Germany, and the USSR, 1935-1940: selected translations from Taiheiyō Sensō e no michi, kaisen gaikō shi, New York: Columbia University Press, 1976.
- James William Morley ed., The Fateful choice: Japan’s advance into Southeast Asia, 1939-1941: selected translations from Taiheiyō Sensō e no michi, kaisen gaikō shi, New York: Columbia University Press, 1980.
- James William Morley, The China quagmire : Japan’s expansion on the Asian continent, 1933-1941 : selected translations from Taiheiyō Sensō e no michi, kaisen gaikō shi, New York: Columbia University Press, 1983.
- James William Morley ed., Japan erupts : the London Naval Conference and the Manchurian Incident, 1928-1932 : selected translations from Taiheiyō Sensō e no michi, kaisen gaikō shi, New York: Columbia University Press, 1984.
- James William Morley ed., The final confrontation: Japan’s negotiations with the United States, 1941: selected translations from Taiheiyō Sensō e no michi, kaisen gaikō shi, New York: Columbia University Press, 1994.

中国語訳
- 王振锁・王家骅（译）『满洲事变』上海译文出版社，1983年